# Parerigone malaisei
Parerigone malaisei là một loài ruồi trong họ Tachinidae.